# الدوري الأسترالي للسيدات
الدوري الأسترالي للسيدات (بالإنجليزية: W-League)‏ هو دوري كرة القدم للسيدات من الدرجة الأولى في أستراليا. تأسس الدوري في عام 2008 من قبل اتحاد كرة القدم الأسترالي وكان يتألف من ثمانية فرق منها سبعة منتسبة إلى أحد نوادي الدوري الأسترالي، والآخر كان كيانًا جديدًا مقره كانبيرا. يتنافس على الدوري حاليا تسعة فرق. تُعرف المنافسة باسم دوري دبليو ويستفيلد (بالإنجليزية: Westfield W-League)‏ من خلال ترتيب رعاية مع مجموعة ويستفيلد ‏.
تستمر المواسم عادةً من نوفمبر إلى فبراير وتشمل موسمًا عاديًا من 12 جولة ودورة نهائية لسلسلة نهائيات المربع الذهبي تضم الفرق الأعلى مرتبة، وتتوج بمباراة نهائية كبرى ‏.
يُطلق على الفائز في بطولة الموسم العادي لقب بريمر "Premier" والفائز في النهائي الكبير هو البطل "Champion". منذ الموسم الافتتاحي للدوري ‏، توج ما مجموعه خمسة أندية بلقب سجلات وإحصائيات الدوري الأسترالي للسيدات وخمسة أندية توجت بأبطال الدوري الأسترالي للسيدات.

## التتويجات
| موسم      | البريميرز (الفائزون بالموسم العادي) | الأبطال (الفائزون في النهائي الكبير) |
| --------- | ----------------------------------- | ------------------------------------ |
| 2008-09   | كوينزلاند رور                       | كوينزلاند رور                        |
| 2009      | سيدني إف سي                         | سيدني إف سي                          |
| 2010-11   | سيدني إف سي                         | بريسبان رور                          |
| 2011-12   | كانبيرا يونايتد                     | كانبيرا يونايتد                      |
| 2012-13   | بريسبان رور                         | سيدني إف سي                          |
| 2013-14   | كانبيرا يونايتد                     | ملبورن فيكتوري                       |
| 2014      | بيرث جلوري                          | كانبيرا يونايتد                      |
| 2015–16   | ملبورن سيتي                         | ملبورن سيتي                          |
| 2016–17   | كانبيرا يونايتد                     | ملبورن سيتي                          |
| 2017-18   | بريسبان رور                         | ملبورن سيتي                          |
| 2018-19   | ملبورن فيكتوري                      | سيدني إف سي                          |
| 2019-20   | ملبورن سيتي                         | ملبورن سيتي                          |
| 2020 - 21 | سيدني إف سي                         | ملبورن فيكتوري                       |

## أرقام قياسية

### الأكثر ظهورًا
اعتبارًا من 21 مارس 2020 (نهاية موسم 2019-2020 [الإنجليزية] ). لا يزال اللاعبون المدرجون بالخط العريض يلعبون بنشاط في الدوري.
| مرتبة | لاعب            | ظهور |
| ----- | --------------- | ---- |
| 1     | تيريزا بولياس   | 144  |
| 2     | كلير بولكينهورن | 140  |
| 3     | تاميكا يالوب    | 128  |
| 4     | إيلي براش       | 127  |
| 4     | ستيفاني كاتلي   | 127  |
| 4     | جيما سيمون      | 127  |
| 7     | كيتلين كوبر     | 125  |
| 8     | لورا بروك       | 123  |
| 9     | شانون ماي       | 120  |
| 9     | ليديا ويليامز   | 120  |

### أفضل الهدافين
اعتبارًا من 31 مارس 2021. لا يزال اللاعبون المدرجون بالخط العريض يلعبون بنشاط في الدوري.
| مرتبة | لاعب          | الأهداف |
| ----- | ------------- | ------- |
| 1     | ميشيل هيمان   | 72      |
| 2     | سامانثا كير   | 70      |
| 3     | تاميكا يالوب  | 55      |
| 4     | كياه سيمون    | 50      |
| 5     | كيت جيل       | 42      |
| 5     | لينا خميس     | 42      |
| 7     | اشلي سايكس    | 41      |
| 8     | ليزا دي فانا  | 39      |
| 9     | تارا اندروز   | 34      |
| 9     | كيتلين فورورد | 34      |

## روابط خارجية
- الموقع الرسمي